# ¿Lo sabe el ministro?
Ho sap el ministre? (en castellano: ¿Lo sabe el ministro? ) es una película española de 1991, del género cómico, dirigida por José María Forn y protagonizada por Rosa Maria Sardá y Juanjo Puigcorbé.

## Sinopsis
El Ministerio de Defensa decide cambiar el diseño de los uniformes militares. Este es el punto de partida de una historia de corrupción y amiguismos que se ubica en un cortijo andaluz.

## Reparto
- Rosa Maria Sardà - Montserrat Fill
- Juanjo Puigcorbé - Jordi López
- Ana Obregón - Marta Figueras
- Muntsa Alcañiz - Rosa Fill
- Juan Luis Galiardo - Francisco Carmona
- Josep Maria Caffarel - Josep Fill
- Alfred Lucchetti - Martí
- Julieta Serrano - Carmen
- José María Cañete - Secretario de Llúria
- Pep Ferrer - Comisario
- Pep Guinyol - Obispo
- Josep Minguell - Ministro
- Imma Colomer - Doctora
- Anna Castells - Periodista
- José Sazatornil - Llúria